# Earl Pomeroy
Earl Ralph Pomeroy III (ur. 2 września 1952) – amerykański polityk, działacz Partii Demokratycznej, który reprezentował rodzinny stan Dakota Północna w Izbie Reprezentantów Stanów Zjednoczonych do 2011 r. Był jednym kongresmenem z tego stanu, gdyż przysługuje mu tylko jedno miejsce w Izbie.
Obecnie mieszka w Mandan w Dakocie Północnej, z dwojgiem swoich dzieci: córką Kathryn i synem Scottem.

## Wczesne lata i kariera
Urodził się w Valley City w Dakocie Północnej. Początkowo uczęszczał na Valley City State University w Grand Folks, ale przeniósł się na University of North Dakota, gdzie w 1974 ukończył nauki polityczne. Następnie studiował historię prawa za granicą, na znanym Durham University w Wielkiej Brytanii (lata 1975–1976). Po powrocie podjął naukę na Uniwersytecie Dakoty Północnej, uzyskując tytuł doktora praw (ang. Jurist Doctor, J.D.) w 1979. Prowadził prywatną praktykę adwokacką.
Jego pierwszym i pierwszym wybieranym zarazem stanowiskiem publicznym było miejsce w stanowej Izbie Reprezentantów (1981–1985). Następnie piastował urząd stanowego komisarza ds. ubezpieczeń (state insurance commissioner, 1985–1992).

## Kongresmen
W listopadzie 1992 wybrano go jednym reprezentantem Dakoty Północnej w Izbie Reprezentantów. Objął mandat w styczniu 1993. Wybierano go ponownie w 1994, 1996, 1998, 2000, 2002 oraz 2004. Ubiegał się o reelekcję na ósmą dwuletnią kadencję w 2006. Jego przeciwnikiem z ramienia Partii Republikańskiej był Matthew Mechtel. Przegrał wybory w 2010 r. Jego następcą jest Rick Berg z Fargo.
Kongresmen Pomeroy był członkiem organizacji Blue Dog Democrats, zrzeszającej umiarkowanych oraz bardziej konserwatywnych demokratycznych członków Kongresu. Jednakże inaczej niż wielu jej członków, opowiada się za zniesieniem kary śmierci.

## Stanowiska w różnych sprawach
- Sprzeciwia się w większości przypadków do prawa przerwania ciąży
- Głosował przeciwko poprawce do konstytucji zakazującej zawierania związków prawnych przez osoby tej samej płci
- Głosował przeciwko zakazowi adopcji przez pary homoseksualne w Waszyngtonie (dystrykcie federalnym)
- Popierał nie przyjętą poprawkę do konstytucji zakazującą niszczenia flagi amerykańskiej
- Głosował za dopuszczeniem możliwości modlitw w szkołach publicznych w „czasie wojny z terroryzmem”
- Uchodzi za rzecznika praw emerytów w Kongresie i sprzeciwia się propozycjom prywatyzacji systemu ubezpieczeń społecznych
- Sprzeciwia się instytucji kary śmierci; głosował też przeciwko ustaleniu limitu apelacji w sprawach niż zagrożonych oraz odrzuceniu możliwości apelacji na gruncie uprzedzeń rasowych
- Głosował za obowiązkowym przeprowadzeniem testów DNA przy wydawaniu wyroków śmierci przez sądy federalny
- Opowiada się za przyznaniem obywatelstwa nielegalnym imigrantom w USA
- Głosował za uczynieniem z kontrowersyjnego Patriot Act stale obowiązującego prawa
- Opowiada się za zakończeniem wojny w Iraku i obecności tam żołnierzy US Army, chociaż początkowo głosował za udzieleniem zgody na ich wysłanie

Określany jest często jako Moderate Liberal Populist.